# Ferdinand Maria (Bayern)

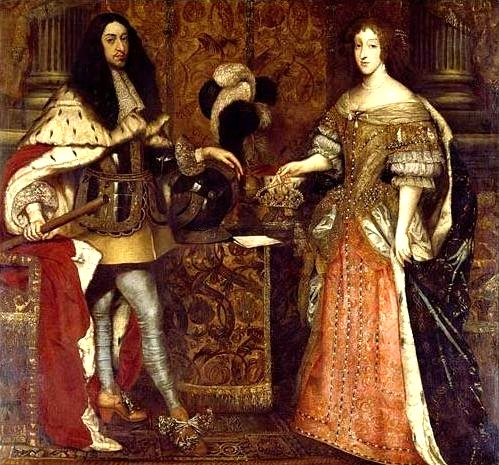
Kurfürst Ferdinand Maria mit seiner Gemahlin Henriette Adelaide, Gemälde von Sebastiano Bombelli (1666)

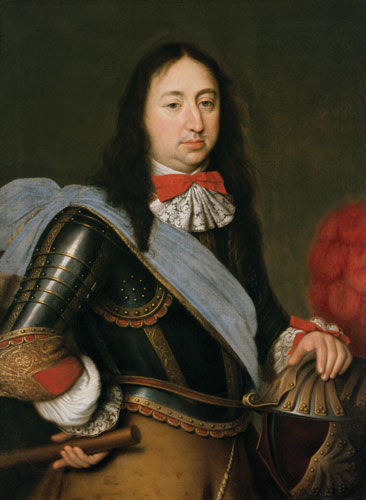
Kurfürst Ferdinand Maria, Gemälde von Paul Mignard, 1674

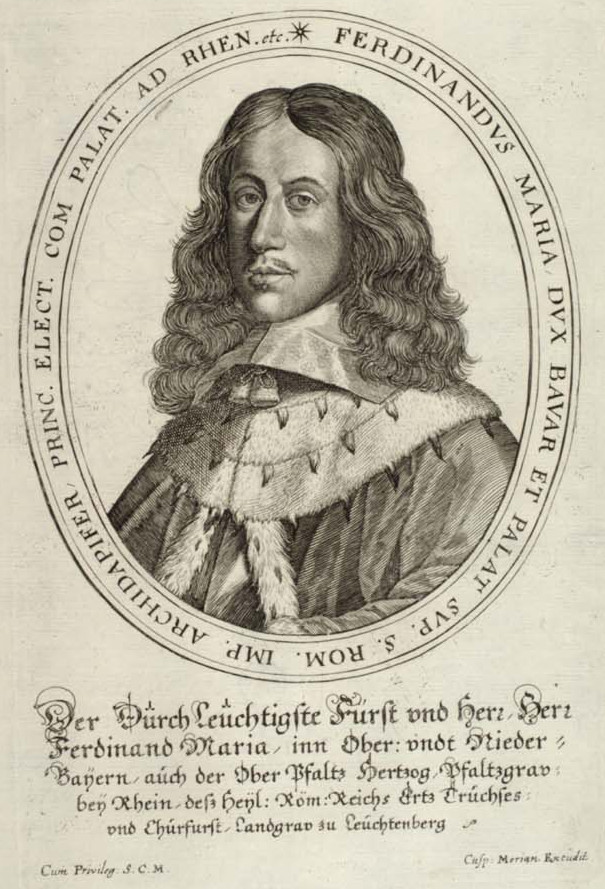
Ferdinand Maria, Darstellung aus einem Krönungsdiarium aus dem Jahre 1658

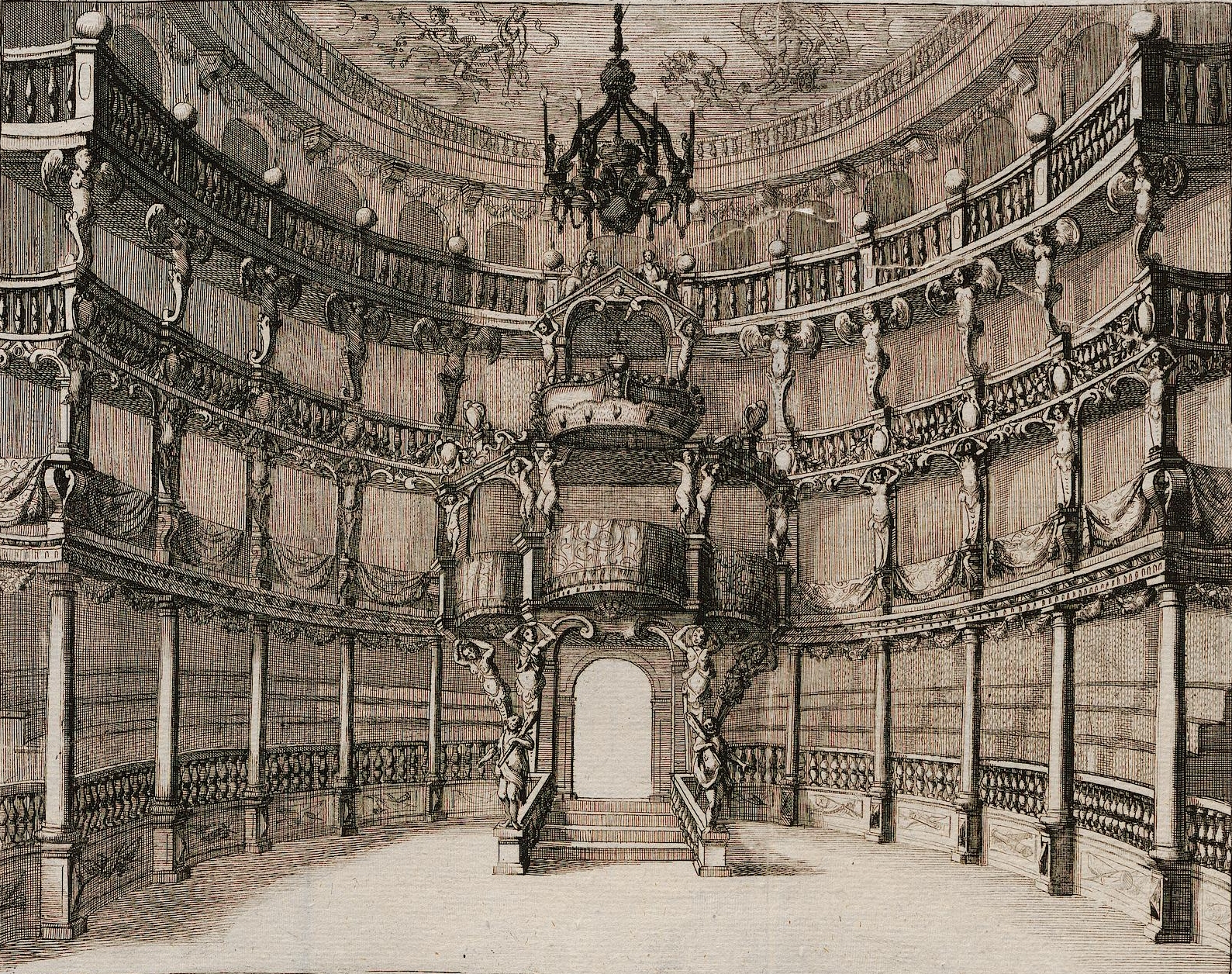
Opernhaus am Salvatorplatz

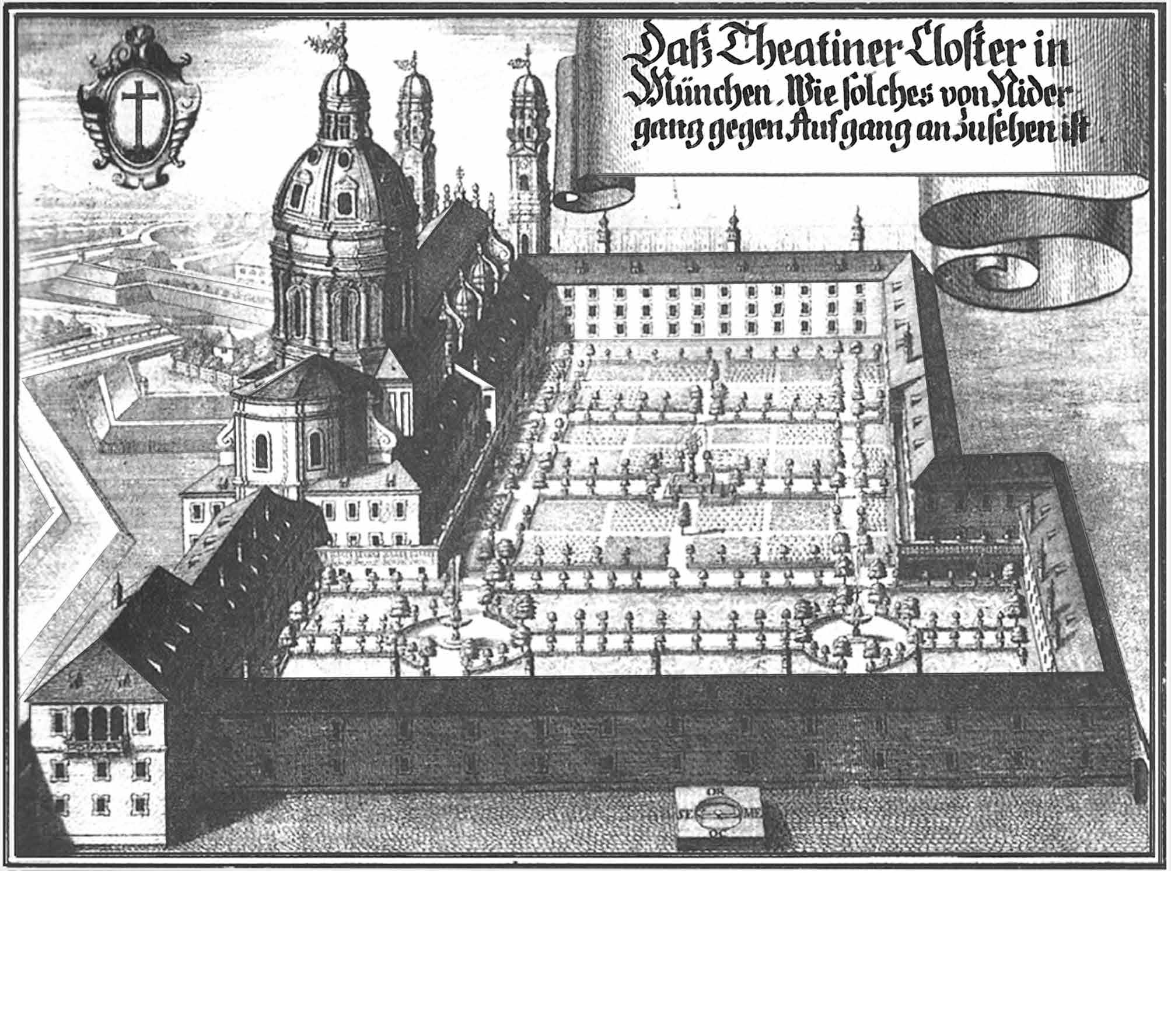
Theatinerkirche und -kloster um 1700, Stich von Michael Wening

Sarg von Ferdinand Maria in der Theatinerkirche

Ferdinand Maria von Bayern, genannt der Friedliebende (* 31. Oktober 1636 in München; † 26. Mai 1679 in Schleißheim), war von 1651 bis zu seinem Tode Kurfürst von Bayern. Seine Regierung war bestimmt vom Wiederaufbau des Landes nach den Verwüstungen des Dreißigjährigen Krieges und von einer Neutralitätspolitik zwischen den Habsburgern und Frankreich. Die Zeit Ferdinand Marias und seiner savoyardischen Gemahlin markiert kulturell den Einzug des italienischen Barocks in Bayern. Die Theatinerkirche in München und das erste Opernhaus der Stadt gehen auf Ferdinand Maria ebenso zurück wie Schloss Nymphenburg.

## Familie und frühe Jahre
Ferdinand Maria war der älteste Sohn Kurfürst Maximilians I. von Bayern und dessen zweiter Frau Maria Anna, der Tochter Kaiser Ferdinands II, der auch sein Taufpate war. In militärischen Belangen wurde Ferdinand Maria von Johann Wilhelm von Hunolstein und Ferdinand von Puech unterrichtet, in den Staatswissenschaften durch die Jesuiten. Nach gründlicher Ausbildung vermählte ihn sein Vater Maximilian I. mit der ebenfalls erst 14-jährigen Henriette Adelaide von Savoyen am 11. Dezember 1650 per procurationem in Turin.
Nach dem Tode seines Vaters 1651 stand er zuerst unter Vormundschaft seiner Mutter, die währenddessen Regentin war. Sein Onkel Herzog Albrecht fungierte dabei als Landesadministrator. Geheimer Ratskanzler blieb weiterhin Johann Adlzreiter von Tettenweis. Maximilian hinterließ dem neuen Kurfürsten nicht nur einen wieder vorhandenen und von Kriegsschulden freien Staatsschatz, sondern auch die kurz vor seinem Tode eigenhändig verfassten „Erinnerungen und Ermahnungen“ zur praktischen Politik eines „guten Fürsten“.

## Herrschaft

### Kulturpolitik
Durch Ferdinand Marias Ehefrau Henriette Adelaide von Savoyen zog der italienische Barock mit zahlreichen Musikern, Künstlern und Architekten in Bayern ein. Gleich bei der Ankunft der Kurfürstin 1652 wurde die Münchner Hofgesellschaft mit der lebensfrohen italienischen Hofkultur der Savoyardin konfrontiert. 1657 wurde das Opernhaus am Salvatorplatz in München fertiggestellt, das erste freistehende auf deutschem Boden. 1660 entsteht ein Turnier- und Redoutenhaus am Hofgarten. Der Bevölkerung bleiben jedoch die Hofvergnügungen, auch das Opernhaus, verschlossen. Das Musikleben bei Hofe wurde unter anderen von Meistern wie Giovanni Giacomo Porro, Johann Caspar von Kerll und Ercole Bernabei bestimmt, auch gastierte ab 1670 sowohl eine französische als auch eine deutsche Schauspieltruppe in München.
Nach der Geburt des langersehnten Thronfolgers Max Emanuel 1662 gab das Kurfürstenpaar Schloss Nymphenburg und die Hofkirche St. Kajetan zu den Theatinern in Auftrag. Mit diesen Bauten hält der italienische Hochbarock Einzug in München. Einheimische Künstler wurden am Hofe nun weitgehend durch italienische Meister abgelöst. Hofarchitekt war anfangs Agostino Barelli, danach wurden Enrico Zuccalli und Giovanni Antonio Viscardi berufen, deren Stil für viele Jahrzehnte im Kurfürstentum bestimmend wurde. Eine gemeinsame viermonatige Italienreise des Kurfürstenpaars wurde 1667 zwar auch zu einem Papstbesuch in Rom genutzt, bedeutete aber vor allem eine weitere kulturelle Bereicherung. Bei Schloss Berg am Starnberger See wurden mit einer venezianischen Flotte von Gondeln um den Bucentaur Feste gefeiert, obwohl Ferdinand Maria ansonsten mit höfischer Prachtentfaltung eher sparsam umging.
Als Hofkupferstecher beschäftigte der Kurfürst Michael Wening, dessen Hauptwerk Historico-Topographica Descriptio als umfassendste Landesbeschreibung Europas der Frühen Neuzeit gilt. Ferdinand Maria erließ schon 1659 auch eine neue Schulordnung, die danach für ein Jahrhundert Gültigkeit hatte und bereits vom Ideal der allgemeinen Schulpflicht ausging.

### Innenpolitik
Das Hauptaugenmerk des Kurfürsten galt nach den schweren Verwüstungen des Dreißigjährigen Krieges der Regeneration des geschundenen Landes. Seine dreißigjährige Friedenszeit war eine wesentliche Voraussetzung für die Konsolidierung des Landes und die Entfaltung des Barocks in Bayern. Dazu gehörten eine sehr sparsame Wirtschafts- und Finanzpolitik, Förderungsmaßnahmen zugunsten des Bauernstandes, für den er auch in Schleißheim die erste bayerische Landwirtschaftsschule errichtete, und Reformen der Behörden und des Heeres.
Im 17. Jahrhundert begann durch den Dreißigjährigen Krieg und mit der wachsenden Macht des Landesfürstentums (gemäß den Vorstellungen des Absolutismus) auch in Bayern der Niedergang der Landstände, die im Alten Landschaftsgebäude in München beheimatet waren. 1669 wurde letztmals der seit 1612 suspendierte ständische Landtag einberufen. Der Ausbau zum zentral gelenkten Beamtenstaat, wobei diese Ersetzung des bayerischen Landtages durch den ständigen landständischen Ausschuss sowie die Verweigerung einer landständischen Verfassung für die Oberpfalz eine wichtige Rolle spielten, brachten weitere Ansätze zum fürstlichen Absolutismus in Bayern. Außerdem ließ Ferdinand Maria die erste bayerische Gemeindeverordnung erarbeiten.
Wie seine Vorfahren hielt Ferdinand Maria unerschütterlich am Katholizismus fest, dazu gehörten die Wiedererrichtung fast aller säkularisierten Klöster der endgültig bayerisch gewordenen Teile der Oberpfalz und die Förderung einiger geistlicher Orden. So regte er die Gründung des Augsburger Herz-Jesu-Klosters (1662) an, holte 1668 die Ursulinen-Schwestern aus Messkirch zur Unterrichtung der weiblichen Jugend nach Landshut und legte selbst 1671 den Grundstein für das Kloster Sankt Joseph.
Durch seine zurückhaltende Politik gegenüber den Habsburgern sowie Frankreich unter Ludwig XIV. konnte der Kurfürst den Frieden für Bayern wahren und durch die Einführung merkantilistischer Wirtschaftsmethoden die Folgen des Dreißigjährigen Krieges dort schneller als in anderen deutschen Ländern überwinden. Versuchen, Manufakturen nach dem Vorbild Frankreichs aufzubauen, war jedoch wenig dauerhafter Erfolg beschieden, trotz einiger Fortschritte in der Tuch- und Seidenproduktion durch den in Ferdinand Marias Diensten stehenden Johann Joachim Becher. Dieser erreichte auch Zollerleichterungen für den Salzhandel nach Böhmen.

### Außenpolitik
Als König Ferdinand IV. 1654 starb, trug der französische Kardinal Jules Mazarin dem bayrischen Kurfürsten 1655 die Kandidatur für die Nachfolge an. Nach langem Zögern lehnte Ferdinand Maria diese am 24. August 1657 zur Enttäuschung der Kurfürstin endgültig ab. Stattdessen verpflichtete er sich in einem Vertrag von Waldmünchen am 12. Januar 1658, die Wahl des Habsburgers Leopold zum Kaiser zu unterstützen (siehe Vikariatsmünzen 1657). Im Gegenzug entschieden die Habsburger den langwierigen Streit zwischen Ferdinand Maria und seinem Vetter Karl Ludwig von der Pfalz um das wichtige Amt des Reichsvikars zugunsten Ferdinand Marias. Nach dem Tod Kaiser Ferdinands III. 1657, dem ersten Interregnum nach dem Westfälischen Frieden, hatte der Streit zwischen den Wittelsbachern in Bayern und der Pfalz um das Vikariat geradezu dramatische Formen angenommen, die vor allem in massiven Behinderungen des Reichskammergerichts in Speyer ihren Ausdruck fanden und dort zu regelrechten Ausschreitungen führten. Auch wäre es deshalb fast zu einem Waffengang zwischen Bayern und der Pfalz gekommen.
Zeitweise gab es durch Johann Joachim Becher Pläne, bayerische Kolonien, unter anderem bei Nieuw Amsterdam (heute New York) zu erwerben, doch wegen der vorsichtigen Politik des Kurfürsten wurde auf dieses Vorhaben verzichtet. Zwischen 1662 und 1664 beteiligte sich Bayern mit Hilfstruppen an den Türkenkriegen Österreichs. Schon von 1664 an wurde ein neu organisiertes Heer gebildet, dabei wurde beim Eintritt von Offizieren in die kurbayerische Armee die Zugehörigkeit zum katholischen Bekenntnis gefördert.
1662 starb Maximilian Kurtz von Senftenau, der habsburgfreundliche Ratgeber des Kurfürsten, zum eigentlichen Leiter der bayerischen Politik wurde nun Kaspar von Schmid, der 1667 auch Kanzler als Nachfolger Johann Georg Öxles wurde. Zusammen mit Obersthofmeister Hermann Egon von Fürstenberg und Henriette Adelaide bildeten die drei die sogenannte „französische Trinität“ am kurfürstlichen Hof, die sich besonders seit dem Tode der habsburgischen Kurfürstenmutter Maria Anna ab 1665 durchsetzte. Bayerische Ansprüche auf das Erbe des Hauses Habsburg führten nun zu einem Bündnis mit Frankreich. Am 17. Februar 1670 schloss Ferdinand Maria dann in München mit Frankreich einen auf zehn Jahre befristeten Bündnisvertrag. Er verpflichtete sich darin zur Unterstützung des französischen Königshauses bei dessen Ansprüchen auf das spanische Erbe. Aufgrund fehlender männlicher Nachkommen neigte sich die Herrschaft der Habsburger über die Länder der spanischen Krone Ende des 17. Jahrhunderts ihrem Ende zu und die spanische Thronfolge wurde zum Gegenstand allgemeiner Aufmerksamkeit der europäischen Diplomatie. Frankreich zahlte dafür 180.000 Taler und verpflichtete sich zur Zahlung von jährlich 400.000 Talern, falls Bayern sich an Kriegshandlungen beteiligen sollte. Trotz des Vertrages und gegen den Wunsch seiner Gemahlin blieb Ferdinand Maria jedoch im Holländischen Krieg ab 1672 neutral. Anders als sein ebenfalls zunehmend profranzösisch gesinnter Vetter, der Kölner Kurfürst Maximilian Heinrich von Bayern, ließ sich Ferdinand Maria nicht in das Kriegsgeschehen im Westen hineinziehen. Das französische Geld nutzte er zum Aufbau eines Heeres nach französischem Vorbild. Bayern wurde fortan Wortführer einer Neutralitätspolitik im Reich, die jedoch maßgeblich den Aufbau einer Vormachtstellung Frankreichs in Europa begünstigte.

### Letzte Jahre
1674 zerstörte ein Brand die halbe Münchner Residenz, knapp zwei Jahre darauf, am 18. März 1676, starb die seither angeschlagene Kurfürstin im Alter von 39 Jahren. Ferdinand Maria starb 1679 wenige Jahre nach dem Tode seiner geliebten Ehefrau in Schloss Schleißheim. Obwohl Ferdinand Maria lebenslang einen Jesuiten als Beichtvater hatte, war es der Theatiner Antonio Spinelli, der ihm 1679 im Schloss Schleißheim nach einer plötzlichen Herzschwäche die Sterbesakramente reichte, da der jesuitische Pater Bernhard Frey wenige Stunden vor dem Tod des Kurfürsten nach München aufgebrochen war.
Bestattet wurde Ferdinands Maria in einem Sarg in der Fürstengruft in der von ihm erbauten Theatinerkirche. Ebenfalls in der Gruft ruhen sein Herz und die Eingeweide separat in einem Zinngefäß. Die Ehe seiner ältesten Tochter Maria Anna Victoria mit ihrem Vetter dem Grand Dauphin im folgenden Jahr, war ein spätes Ergebnis des Bayerischen Bündnisses mit Frankreich. Beim Tode Ferdinand Marias waren die Staatskassen gut gefüllt, er hatte den von seinem Vater geerbten Staatsschatz noch vergrößert.

## Kinder
Kurfürst Ferdinand Maria heiratete am 25. Juni 1652 in München die Prinzessin Henriette Adelaide (1636–1676), Tochter des Herzog Viktor Amadeus I. von Savoyen und seiner Gattin Prinzessin Christina von Frankreich. Aus der Ehe gingen acht Kinder hervor:
- Maria Anna (* 28. November 1660 in München; † 20. April 1690 in Versailles) ⚭ 7. März 1680 in Châlons-sur-Marne mit Ludwig, Dauphin von Frankreich (* 1. November 1661 in Fontainebleau; † 14. April 1711 in Meudon)
- Maximilian II. Emanuel (* 11. Juli 1662 in München; † 26. Februar 1726 in München)

1. ⚭ 15. Juli 1685 in Wien mit Maria Antonia von Österreich (* 18. Jänner 1669 in Wien; † 24. Dezember 1692 in Wien)
2. ⚭ 12. Januar 1695 in Wesel mit Therese Kunigunde von Polen (* 4. März 1676 in Warschau; † 2. Januar 1730 in Venedig)

- Luise Margarete Antonie (* 18. September 1663 in München; † 10. November 1665 in München)
- Ludwig Amadeus Victor (* 6. April 1665 in München; † 11. Dezember 1665 in München)
- Totgeburt (*/† 1666)
- Kajetan Maria Franz (* 2. Mai 1670 in München; † 7. Dezember 1670 in München)
- Joseph Clemens (* 5. Dezember 1671 in München; † 12. November 1723 in Bonn)
- Violante Beatrix (* 23. Januar 1673 in München; † 29. Mai 1731 in Florenz) ⚭ 19. Januar 1689 in Florenz mit Ferdinand de’ Medici, Erbprinz der Toskana (* 9. August 1663; † 31. Oktober 1713)

## Vorfahren
|  |                                                    |  |  |  |  |  |  |  |  |  |  |  |  |
|  | Albrecht V. Herzog von Bayern (1528–1579)          |  |  |  |  |  |  |  |  |  |  |  |  |
|  |                                                    |  |  |  |  |  |  |  |  |  |  |  |  |
|  |                                                    |  |  |  |  |  |  |  |  |  |  |  |  |
|  | Wilhelm V. Herzog von Bayern (1548–1626)           |  |  |  |  |  |  |  |  |  |  |  |  |
|  |                                                    |  |  |  |  |  |  |  |  |  |  |  |  |
|  |                                                    |  |  |  |  |  |  |  |  |  |  |  |  |
|  | Anna von Österreich (1528–1590)                    |  |  |  |  |  |  |  |  |  |  |  |  |
|  |                                                    |  |  |  |  |  |  |  |  |  |  |  |  |
|  |                                                    |  |  |  |  |  |  |  |  |  |  |  |  |
|  | Maximilian I. Kurfürst von Bayern (1573–1651)      |  |  |  |  |  |  |  |  |  |  |  |  |
|  |                                                    |  |  |  |  |  |  |  |  |  |  |  |  |
|  |                                                    |  |  |  |  |  |  |  |  |  |  |  |  |
|  | Franz I. von Lothringen-Mercœur (1517–1545)        |  |  |  |  |  |  |  |  |  |  |  |  |
|  |                                                    |  |  |  |  |  |  |  |  |  |  |  |  |
|  |                                                    |  |  |  |  |  |  |  |  |  |  |  |  |
|  | Renata von Lothringen (1544–1602)                  |  |  |  |  |  |  |  |  |  |  |  |  |
|  |                                                    |  |  |  |  |  |  |  |  |  |  |  |  |
|  |                                                    |  |  |  |  |  |  |  |  |  |  |  |  |
|  | Christina von Dänemark (1521–1590)                 |  |  |  |  |  |  |  |  |  |  |  |  |
|  |                                                    |  |  |  |  |  |  |  |  |  |  |  |  |
|  |                                                    |  |  |  |  |  |  |  |  |  |  |  |  |
|  | Ferdinand Maria Emanuel Kurfürst von Bayern        |  |  |  |  |  |  |  |  |  |  |  |  |
|  |                                                    |  |  |  |  |  |  |  |  |  |  |  |  |
|  |                                                    |  |  |  |  |  |  |  |  |  |  |  |  |
|  | Erzherzog Karl II. von Innerösterreich (1540–1590) |  |  |  |  |  |  |  |  |  |  |  |  |
|  |                                                    |  |  |  |  |  |  |  |  |  |  |  |  |
|  |                                                    |  |  |  |  |  |  |  |  |  |  |  |  |
|  | Kaiser Ferdinand II. von Habsburg (1578–1637)      |  |  |  |  |  |  |  |  |  |  |  |  |
|  |                                                    |  |  |  |  |  |  |  |  |  |  |  |  |
|  |                                                    |  |  |  |  |  |  |  |  |  |  |  |  |
|  | Maria Anna von Bayern (1551–1608)                  |  |  |  |  |  |  |  |  |  |  |  |  |
|  |                                                    |  |  |  |  |  |  |  |  |  |  |  |  |
|  |                                                    |  |  |  |  |  |  |  |  |  |  |  |  |
|  | Maria Anna von Österreich (1610–1665)              |  |  |  |  |  |  |  |  |  |  |  |  |
|  |                                                    |  |  |  |  |  |  |  |  |  |  |  |  |
|  |                                                    |  |  |  |  |  |  |  |  |  |  |  |  |
|  | Wilhelm V. Herzog von Bayern (1548–1626)           |  |  |  |  |  |  |  |  |  |  |  |  |
|  |                                                    |  |  |  |  |  |  |  |  |  |  |  |  |
|  |                                                    |  |  |  |  |  |  |  |  |  |  |  |  |
|  | Maria Anna von Bayern (1574–1616)                  |  |  |  |  |  |  |  |  |  |  |  |  |
|  |                                                    |  |  |  |  |  |  |  |  |  |  |  |  |
|  |                                                    |  |  |  |  |  |  |  |  |  |  |  |  |
|  | Renata von Lothringen (1544–1602)                  |  |  |  |  |  |  |  |  |  |  |  |  |
|  |                                                    |  |  |  |  |  |  |  |  |  |  |  |  |
|  |                                                    |  |  |  |  |  |  |  |  |  |  |  |  |